# Convento de Santo André (Vila Franca do Campo)

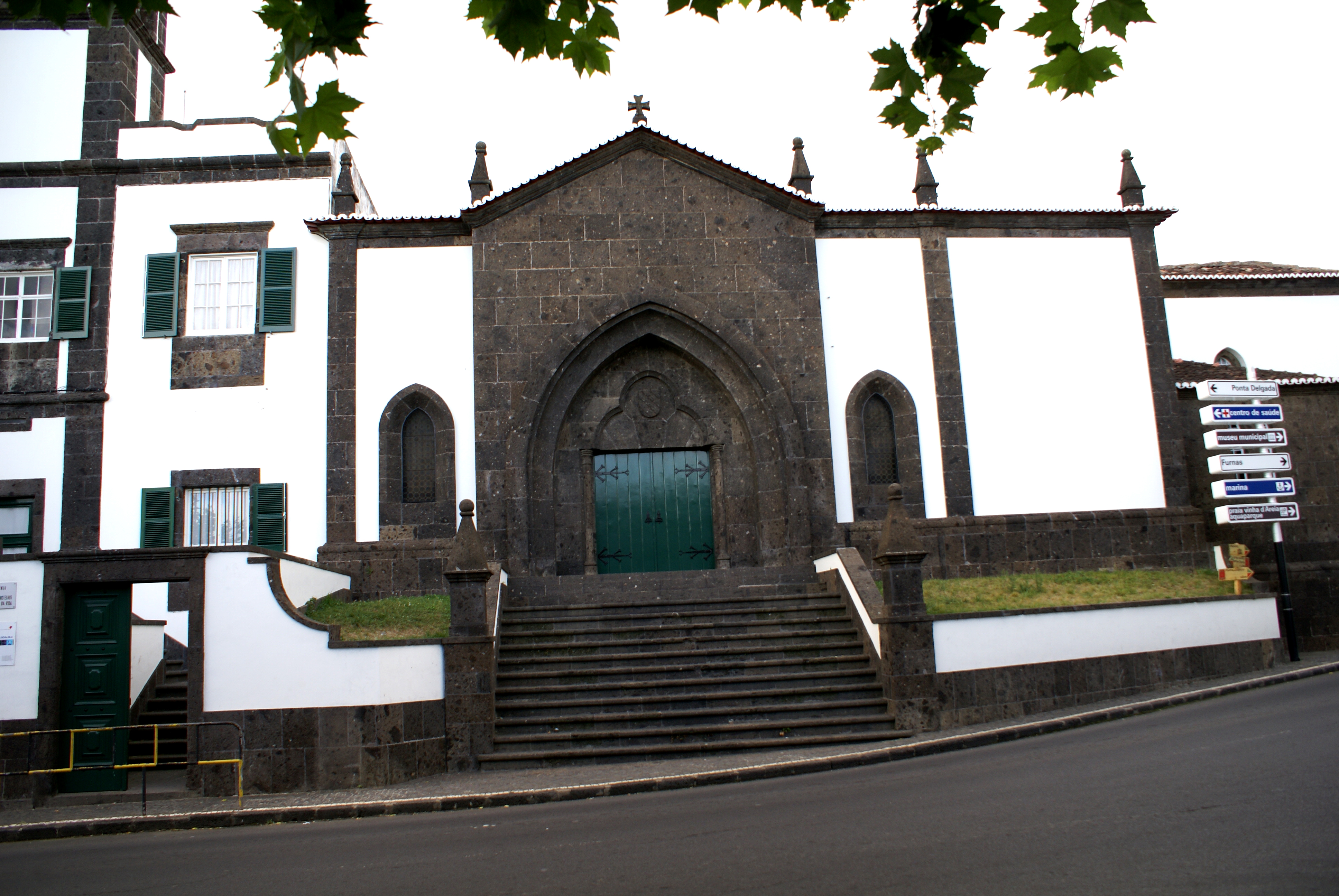
Convento de Santo André, fachada.

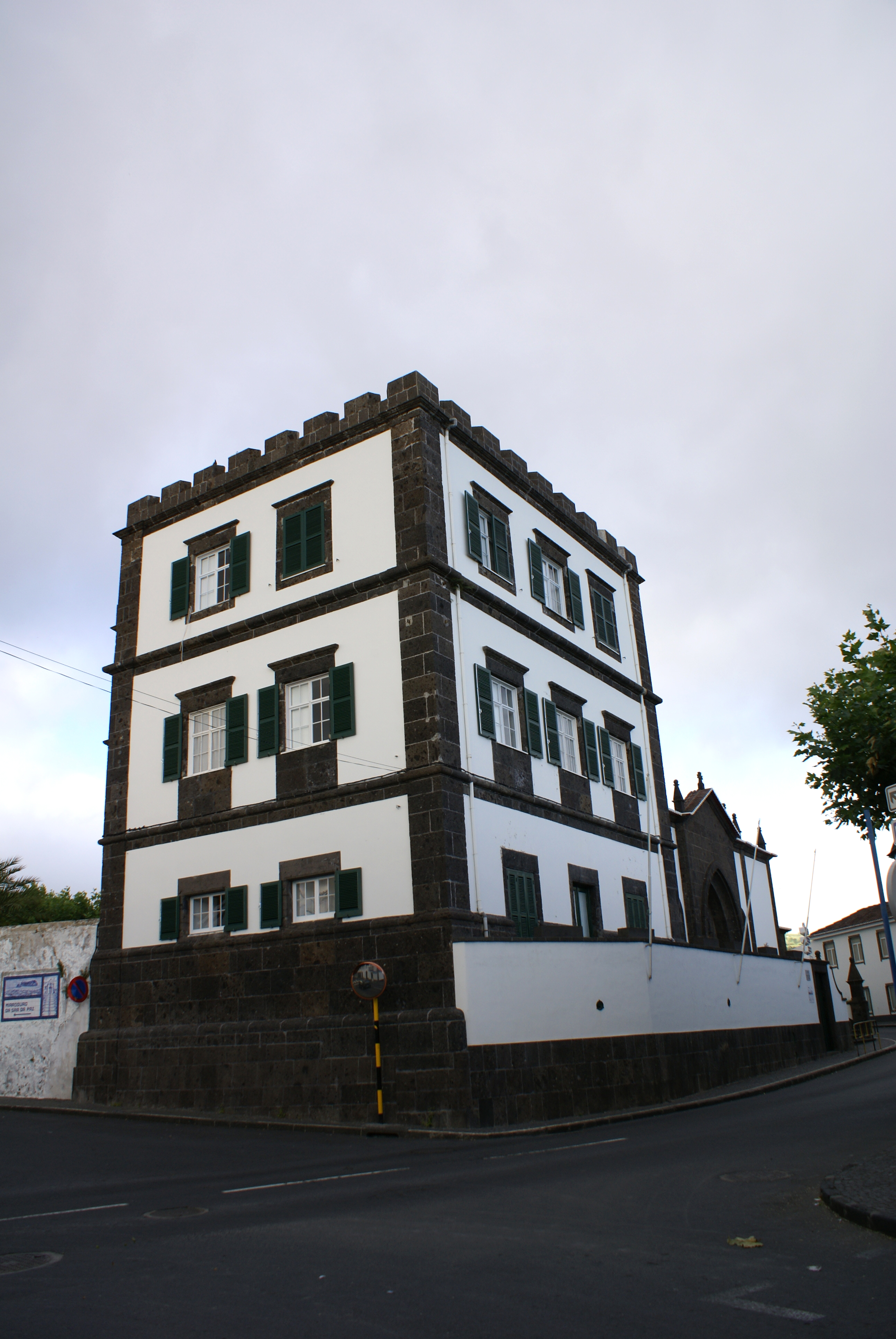
Convento de Santo André, torre.

O Convento de Santo André, ou Mosteiro de Santo André, localiza-se na vila e no Município de Vila Franca do Campo, na Ilha de São Miguel, na Região Autónoma dos Açores, em Portugal.

## História
O imóvel remonta ao século XVI.
Acolheu parte do grupo de freiras a quem, no século XVI, o Papa Paulo III ofereceu a imagem do "ecce Homo", imagem esta trazida do Convento da Caloura em Água de Pau e que veio a constituir o elemento de referência para uma das maiores festas religiosas do arquipélago, a do Senhor Santo Cristo dos Milagres. Esta imagem encontra-se actualmente no Convento de Nossa Senhora da Esperança em Ponta Delgada.
Parcialmente destruído após a extinção das ordens religiosas em 1832, dele restam ainda de pé o palratório e a igreja. No edifício do antigo palratório funciona uma escola de artesanato (bordados, rendas, flores artificiais).
O conjunto encontra-se classificado como Imóvel de Interesse Público dos Açores pelo Governo Regional dos Açores desde 28 de Outubro de 2008.

## Características
O conjunto apresenta estilo híbrido, em que coexistem diferentes soluções de conotação maneirista com outras, de arquitectura chã. É de salientar que a heterogeneidade dos elementos estilísticos e construtivos que apresenta reflectem o gosto das diversas épocas em que sofreu intervenções. Salienta-se o emprego da pedra basáltica como elemento construtivo e decorativo característico das ilhas do arquipélago.